# エルパソ・ディアブロス
エルパソ・ディアブロス（El Paso Diablos）は、プロ野球独立リーグのアメリカン・アソシエーション（南地区）に加盟していた野球チーム。本拠地はアメリカ合衆国テキサス州エルパソ。

## 歴史
1974年から2004年まで、マイナーリーグのテキサスリーグに加盟していた。
2005年、独立リーグであるセントラル・ベースボール・リーグに移籍。
2006年から、セントラル・ベースボール・リーグの解散に伴い、アメリカン・アソシエーションに移籍。
2013年限りで解散。

## 球団名
Diablosは、スペイン語で悪魔を意味する。